# Mazā Jugla
Mazā Jugla (Maza Jugla) är en 119 kilometer lång flod i landskapet Vidzeme (Livland) i Lettland.